# Coșteiu
Coșteiu (en hongrois : Kastély) est une commune du județ de Timiș en Roumanie.